# Karawal Nagar
Karawal Nagar est une ville d’Inde située dans le Nord-Est de Delhi.

## Démographie
En 2001 sa population était de 148 549 habitants.